# Sân vận động Panasonic Suita
Sân vận động Panasonic Suita (パナソニックスタジアム吹田) là một sân vận động nằm ở thành phố Suita, tỉnh Ōsaka, Nhật Bản. Sân có sức chứa 39.694 chỗ ngồi. Tên gọi chính thức của sân vận động này là Sân vận động bóng đá thành phố Suita. Tên gọi này được sử dụng cho các trận đấu quốc tế như vòng loại World Cup.
Đây là sân nhà của câu lạc bộ bóng đá J1 League Gamba Osaka từ năm 2016. Sân thay thế cho Sân vận động kỷ niệm Expo '70, từng là sân nhà của Gamba Osaka từ năm 1991 đến năm 2015.
Panasonic, có trụ sở chính đặt tại thành phố Kadoma gần đó, đã mua lại quyền đặt tên của sân vận động và kể từ ngày 1 tháng 1 năm 2018, sân được gọi là Sân vận động Panasonic Suita.

## Các trận đấu quốc tế
| Ngày                 | Giải đấu                 | Đội #1   | Kết quả | Đội #2               | Khán giả |
| -------------------- | ------------------------ | -------- | ------- | -------------------- | -------- |
| 7 tháng 6 năm 2016   | Giao hữu quốc tế         | Nhật Bản | 1–2     | Bosna và Hercegovina | 35.589   |
| 11 tháng 9 năm 2018  | Giao hữu quốc tế         | Nhật Bản | 3–0     | Costa Rica           | 33.891   |
| 19 tháng 11 năm 2019 | Giao hữu quốc tế         | Nhật Bản | 1–4     | Venezuela            | 33.399   |
| 7 tháng 6 năm 2021   | Vòng loại World Cup 2022 | Nhật Bản | 4–1     | Tajikistan           | 0        |
| 15 tháng 6 năm 2021  | Vòng loại World Cup 2022 | Nhật Bản | 5–1     | Kyrgyzstan           | 0        |
| 2 tháng 9 năm 2021   | Vòng loại World Cup 2022 | Nhật Bản | 0–1     | Oman                 | 4.853    |